# Tupak Raja
Tupak Raja is een bestuurslaag in het regentschap Dairi van de provincie Noord-Sumatra, Indonesië. Tupak Raja telt 1477 inwoners (volkstelling 2010).